# Gottlob Tafel

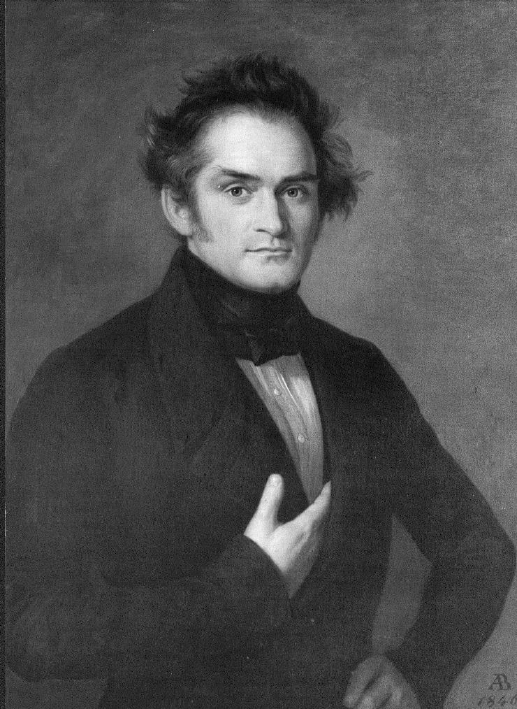
1840

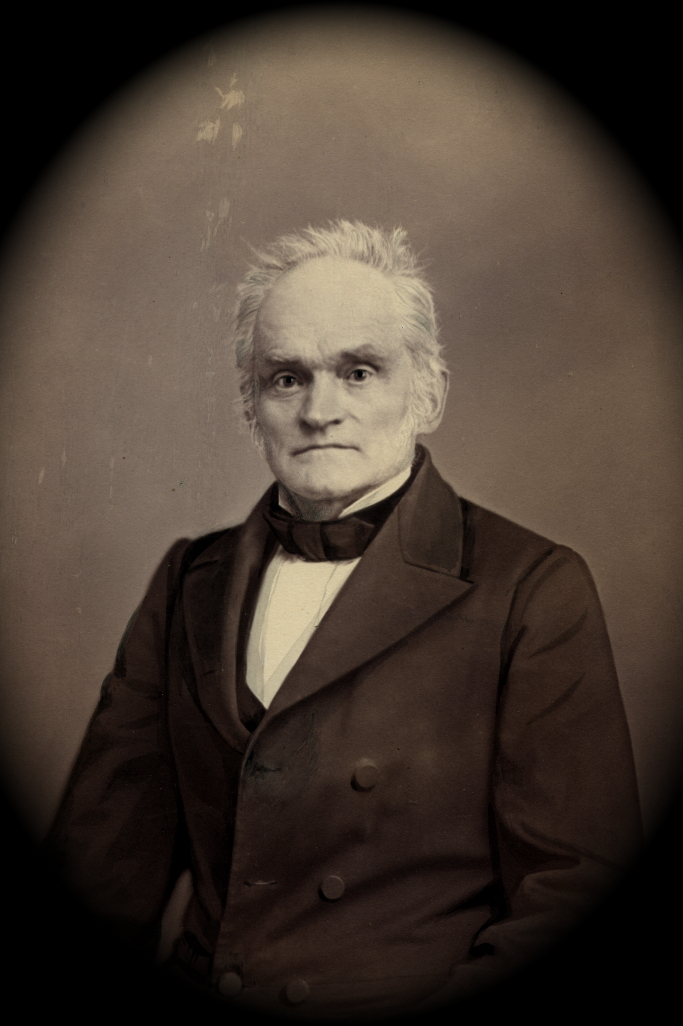
Ca. 1870

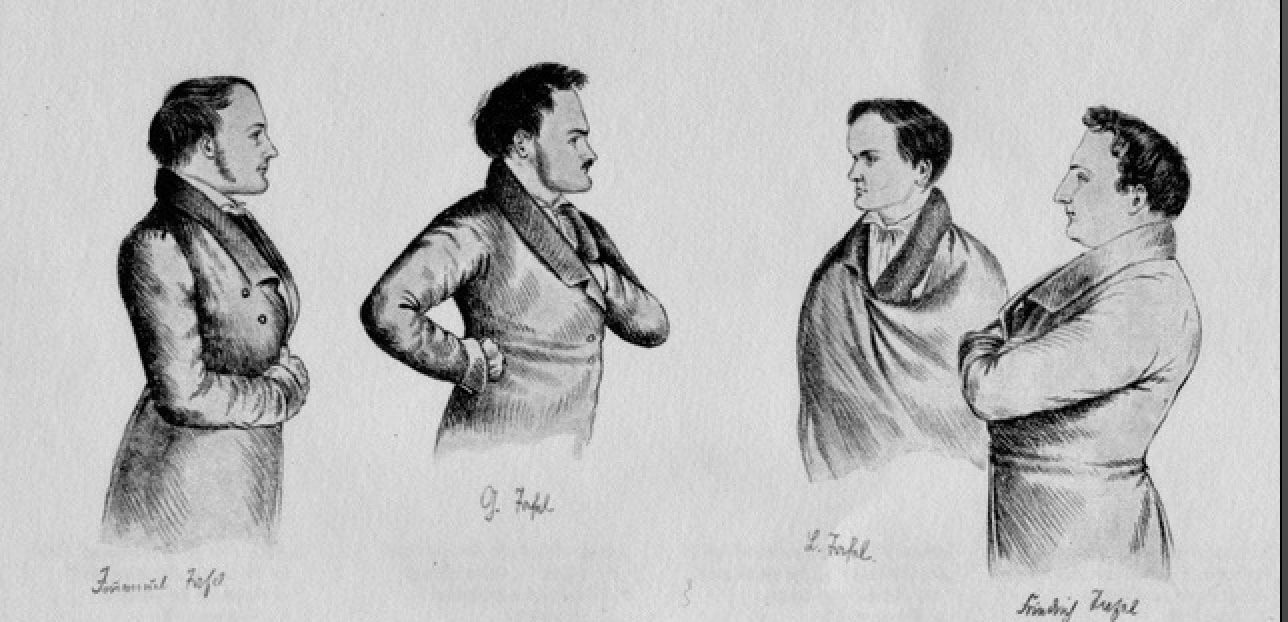
Die 4 Brüder Tafel Johann Friedrich Immanuel Tafel, Johann Friedrich Karl Leonhard Tafel, Johann Friedrich Gottlob Tafel, Christian Friedrich August Tafel

Johann Friedrich Gottlob Tafel (* 10. Januar 1801 in Sulzbach am Kocher; † 3. Dezember 1874 in Stuttgart) war ein württembergischer Rechtskonsulent und Politiker.

## Leben
Gottlob Tafel wurde als Sohn des württembergischen Pfarrers Johann Friedrich Tafel (1756–1814) und der Justina Christiana Beate Tafel, geb. Horn geboren und wuchs in Flacht bei Leonberg auf. Zwei seiner drei Brüder waren Johann Friedrich Immanuel Tafel, Johann Friedrich Karl Leonhard Tafel. Er besuchte das Gymnasium in Stuttgart. Von 1814 bis 1817 war er Schreiberei-Inzipient in Mühlacker-Dürrmenz. Anschließend studierte er von 1817 bis 1821 Rechtswissenschaft an der Universität Tübingen. 1817 schloss er sich der Burschenschaft Germania Tübingen an. Noch als Student trat er 1821 in den Jünglingsbund ein, der für ein geeintes Deutschland eintrat. 1825 wurde er deswegen zu einer zweieinhalbjährigen Festungshaft verurteilt. Nach ablegen der ersten höheren Justizdienstprüfung wurde er im November 1821 Justizreferendär beim Gerichtshof in Ulm und im Herbst 1822 provisorischer Oberamtsaktuar beim Oberamt Wiblingen. 1824 legte er die zweite höhere Justizdienstprüfung ab. Ab 1830 war er zusammen mit Friedrich Rödinger Herausgeber der Zeitschrift Hochwächter, die ab 1833 Beobachter hieß. 1831 wurde er erstmals in die Zweite Kammer der Württembergischen Landstände gewählt, wegen seiner Vorstrafe aber nicht als Abgeordneter zugelassen. Hauptberuflich war er als Rechtskonsulent in Stuttgart tätig.
1848/1849 war er sowohl Mitglied des Vorparlaments als auch der Frankfurter Nationalversammlung. Von 1849 bis 1856 und von 1864 bis 1868 war er Mitglied der Zweiten Kammer der Württembergischen Landstände für den Wahlbezirk Welzheim und die württembergische Demokratische Volkspartei. Von 1868 bis 1870 gehörte er außerdem als Abgeordneter des Wahlkreises Württemberg 9 (Öhringen, Weinsberg, Künzelsau) dem Zollparlament an.
Sein Sohn Hermann Tafel war Abgeordneter der Zweiten Kammer der Württembergischen Landstände.